# قائمة قرينات حكام سافوي
فيما يلي قائمة لـ قرينات حكام سافوي (كونتات ودوقات).
إذا كنت تريد أزواجهن الحكام؛ أنظر:كونتات ودوقات سافوي.

## كونتيسات سافوي، 1003–1416
| الصورة | الأسم                           | الوالد                                                                            | الميلاد                  | الزواج              | أصبحت كونتيسة             | توقفت عن استخدام          | الوفاة            | الزوج           |
| ------ | ------------------------------- | --------------------------------------------------------------------------------- | ------------------------ | ------------------- | ------------------------- | ------------------------- | ----------------- | --------------- |
|        | أنسيا من أوستا/لينزبورغ/نيون    | ريتور لايكو ديل أبازيا دي سان موريس دأغانو أو أرنولد فون سانيس أو أنسيلكو دي نيون | 974 إذا كانت ابنة أرنولد | 995/1000            | 1003 صعود الزوج           | 1047–1051 وفاة الزوج      | -                 | أومبيرتو الأول  |
|        | أديلا                           | -                                                                                 | -                        | 1030                | 1047–1051 صعود الزوج      | 1051–1056 وفاة الزوج      | -                 | أميديو الأول    |
|        | أديلايد من سوسا، ماركيزة تورينو | أولريك مانفريد الثاني من تورينو (أردوينيك)                                        | 1014/20                  | 1046                | 1051–1056 صعود الزوج      | 1057–1060 وفاة الزوج      | 19 ديسمبر 1091    | أوتو            |
|        | أغنيس من آكيتاين                | ويليام السابع، دوق آكيتاين (رامنولفيد)                                            | 1052                     | 1064                | 1064                      | 9 يوليو 1078 وفاة الزوج   | بعد 18 يونيو 1089 | بيترو الأول     |
|        | جوان من جنيف                    | جيرولد الثاني، كونت جنيف (جنيف)                                                   | -                        | 1065/70             | 1065/70                   | 26 يناير 1080 وفاة الزوج  | 1095              | أميديو الثاني   |
|        | جيزيلا من بورغندي               | ويليام الأول، كونت بورغندي (إيفريا)                                               | 1075                     | 1090                | 1090                      | 19 أكتوبر 1103 وفاة الزوج | مايو 1133         | أومبيرتو الثاني |
|        | أديلايد                         | -                                                                                 | -                        | 1120/23             | 1120/23                   | بعد يوليو 1134            | بعد يوليو 1134    | أميديو الثالث   |
|        | ماهوت من ألبون                  | غيغز الثالث، كونت ألبون (ألبون)                                                   | 1112/16                  | يوليو 1134/1135     | يوليو 1134/1135           | بعد 30 مارس 1148          | بعد 30 مارس 1148  | أميديو الثالث   |
|        | فايديفا من تولوز                | ألفونس الأول جوردان، كونت تولوز (أسرة رويرغ)                                      | -                        | قبل 3 يناير 1151    | قبل 3 يناير 1151          | 1154                      | 1154              | هومبرت الثالث   |
|        | جيرترود من فلاندرز              | تييري الأول، كونت فلاندرز (الألزاس)                                               | 1112/16                  | 1155                | 1155                      | قبل 1162 الطلاق           | بعد 3 مارس 1186   | هومبرت الثالث   |
|        | كليمينتيا من تسرينغن            | كونراد الأول، دوق تسرينغن (تسرينغن)                                               | -                        | 1164                | 1164                      | 1167/73/75                | 1167/73/75        | هومبرت الثالث   |
|        | بياتريس من فيين                 | جيرارد الأول، كونت ماكون وفيين (إيفريا)                                           | 1112/16                  | 1175/77             | 1175/77                   | 4 مارس 1189 وفاة الزوج    | 8 أبريل 1230      | هومبرت الثالث   |
|        | مارغريت من جنيف                 | ويليام الأول، كونت جنيف (جنيف)                                                    | -                        | 1195/6              | 1195/6                    | 1 مارس 1233 وفاة الزوج    | 8 أبريل 1257      | توماسيو الأول   |
|        | مارغوريت من بورغندي             | هيو الثالث، دوق بورغندي (بورغندي)                                                 | 1192                     | قبل 1222            | 1 مارس 1233 صعود الزوج    | 1243                      | 1243              | أميديو الرابع   |
|        | سيسيلي من باو                   | بارال من باو (باو)                                                                | -                        | 18 ديسمبر 1244      | 18 ديسمبر 1244            | 24 يونيو 1253 وفاة الزوج  | 21 مايو 1275      | أميديو الرابع   |
|        | أغنيس من فوسيني                 | أيمون الثاني، سيد فوسيني (فوسيني)                                                 | -                        | بعد 25 يونيو 1236   | 7 يونيو 1263 صعود الزوج   | 15 مايو 1268 وفاة الزوج   | 11 أغسطس 1268     | بيترو الثاني    |
|        | أديلايد، كونتيسة بلاطين بورغندي | أوتو الأول، دوق ميرانيا (أنديكس)                                                  | 1209                     | 11 يونيو 1267       | 15 مايو 1268 صعود الزوج   | 8 مارس 1279               | 8 مارس 1279       | فيليبو الأول    |
|        | سيبيل دي باج                    | غاي الثاني، سيد باج (باج)                                                         | 5 أبريل/20 أكتوبر 1255   | 5 يوليو 1272        | 16 أغسطس 1285 صعود الزوج  | 28 فبراير 1294            | 28 فبراير 1294    | أميديو الخامس   |
|        | ماري من برابانت                 | جان الأول، دوق برابانت (لوفان)                                                    | 1278/85                  | 23 أكتوبر 1297/1304 | 23 أكتوبر 1297/1304       | 16 أكتوبر 1323 وفاة الزوج | بعد 2 نوفمبر 1338 | أميديو الخامس   |
|        | بيانكا من بورغندي               | روبرت الثاني، دوق بورغندي (بورغندي)                                               | 1288                     | 18 أكتوبر 1307      | 16 أكتوبر 1323 صعود الزوج | 4نوفمبر 1329 وفاة الزوج   | 27/28 يوليو 1348  | إدواردو         |
|        | يولاند باليولوغينا من مونفيراتو | تيودور الأول باليوغينا من مونفيراتو (باليولوج)                                    | يونيو 1318               | 1 مايو 1330         | 1 مايو 1330               | 24 ديسمبر 1342            | 24 ديسمبر 1342    | أيموني          |
|        | بون من بوربون                   | بيير الأول دوق بوربون (بوربون)                                                    | 1341                     | سبتمبر 1355         | سبتمبر 1355               | 1 مارس 1383 وفاة الزوج    | 19 يناير 1402     | أميديو السادس   |
|        | بون من بيري                     | جان من فرنسا، دوق بيري (فالوا)                                                    | 1362/1365                | 18 يناير 1377       | 1 مارس 1383 صعود الزوج    | 1 نوفمبر 1391 وفاة الزوج  | 30 ديسمبر 1435    | أميديو السابع   |
|        | ماري من بورغندي                 | فيليب الجريء (فالوا-بورغندي)                                                      | سبتمبر 1386              | مايو 1401           | مايو 1401                 | 1416 أصبحت دوقة           | 2 أكتوبر 1422     | أميديو الثامن   |

## دوقات سافوي، 1416–1713
| الصورة | الأسم                             | الوالد                                            | الميلاد         | الزواج         | أصبحت دوقة               | توقفت عن استخدام                 | الوفاة            | الزوج                 |
| ------ | --------------------------------- | ------------------------------------------------- | --------------- | -------------- | ------------------------ | -------------------------------- | ----------------- | --------------------- |
|        | ماري من بورغندي                   | فيليب الجريء (فالوا-بورغندي)                      | سبتمبر 1386     | مايو 1401      | 1416 أصبحت دوقة          | 2 أكتوبر 1422                    | 2 أكتوبر 1422     | أميديو الثامن         |
|        | آن من قبرص                        | يانوس ملك قبرص (بواتييه-لوزينيان)                 | 24 سبتمبر 1418  | 12 فبراير 1434 | 7 نوفمبر 1434 صعود الزوج | 11 نوفمبر 1462                   | 11 نوفمبر 1462    | لودفيكو               |
|        | يولاند من فرنسا                   | شارل السابع ملك فرنسا (فالوا)                     | 23 سبتمبر 1434  | 1452           | 29 يناير 1465 صعود الزوج | 30 مارس 1472 وفاة الزوج          | 23 أغسطس 1478     | أميديو التاسع         |
|        | بيانكا ماريا سفورزا               | غالياتسو ماريا سفورزا، دوق ميلانو (سفورزا)        | 5 أبريل 1472    | يناير 1474     | يناير 1474               | 22 سبتمبر 1482 وفاة الزوج        | 31 ديسمبر 1510    | فيليبرتو الأول        |
|        | بلانش باليولوغينا من مونفيراتو    | ويليام الثامن، ماركيز مونفيراتو (باليولوج)        | 1472            | 1 أبريل 1485   | 1 أبريل 1485             | 13 مارس 1490 وفاة الزوج          | 30 مارس 1519      | كارلو الأول           |
|        | كلادوين دي بروس                   | جان الثاني دي بروس (بروس)                         | 1450            | 11 نوفمبر 1485 | 16 أبريل 1496 صعود الزوج | 7 نوفمبر 1497 وفاة الزوج         | 13 أكتوبر 1513    | فيليبو الثاني         |
|        | يولاند لويز من سافوي              | كارلو الأول، دوق سافوي (سافوي)                    | 2/11 يوليو 1487 | 1496           | 7 نوفمبر 1497 صعود الزوج | 12/13 سبتمبر 1499                | 12/13 سبتمبر 1499 | فيليبرتو الثاني       |
|        | الأرشيدوقة مارغريت من النمسا      | ماكسيمليان الأول، إمبراطور روماني مقدس (هابسبورغ) | 10 يناير 1480   | 2 ديسمبر 1501  | 2 ديسمبر 1501            | 10 سبتمبر 1504 وفاة الزوج        | 1 ديسمبر 1530     | فيليبرتو الثاني       |
|        | انفانتا بياتريس من البرتغال       | مانويل الأول ملك البرتغال (أفيس)                  | 31 ديسمبر 1504  | 29 سبتمبر 1521 | 29 سبتمبر 1521           | 8 يناير 1538                     | 8 يناير 1538      | كارلو الثالث          |
|        | مارغريت من فرنسا                  | فرانسوا الأول ملك فرنسا (فالوا-أنغوليم)           | 5 يونيو 1523    | 10 يوليو 1559  | 10 يوليو 1559            | 15 سبتمبر 1574                   | 15 سبتمبر 1574    | إيمانويل فيليبيرتو    |
|        | انفانتا كاترينا ميكيلا من إسبانيا | فيليب الثاني ملك إسبانيا (هابسبورغ)               | 10 أكتوبر 1567  | 11 مارس 1585   | 11 مارس 1585             | 6 نوفمبر 1597                    | 6 نوفمبر 1597     | كارلو إمانويلي الأول  |
|        | كريستين ماري من فرنسا             | هنري الرابع ملك فرنسا (بوربون)                    | 10 فبراير 1606  | 10 فبراير 1619 | 26 يوليو 1630 صعود الزوج | 7 أكتوبر 1637 وفاة الزوج         | 27 ديسمبر 1663    | فيتوريو أميديو الأول  |
|        | فرانسواز مادلين دأورليان          | غاستون، دوق أورليان (أورليان)                     | 13 أكتوبر 1648  | 4 مارس 1663    | 4 مارس 1663              | 14 يناير 1664                    | 14 يناير 1664     | كارلو إمانويلي الثاني |
|        | ماري جين من سافوي                 | شارل أميدي دوق نيمور (سافوي)                      | 11 أبريل 1644   | 10 مايو 1665   | 10 مايو 1665             | 12 يونيو 1675 وفاة الزوج         | 15 مارس 1724      | كارلو إمانويلي الثاني |
|        | آن ماري دأورليان                  | فيليبي الأول دوق أورليان (أورليان)                | 27 أغسطس 1669   | 10 أبريل 1684  | 10 أبريل 1684            | 11 أبريل 1713 أصبحت ملكة سردينيا | 26 أغسطس 1728     | فيتوريو أميديو الثاني |

اللقب كـ المجاملة
| الصورة | الأسم                                    | الوالد                                          | الميلاد        | الزواج        | أصبحت دوقة                | الوفاة         | الزوج                   |
| ------ | ---------------------------------------- | ----------------------------------------------- | -------------- | ------------- | ------------------------- | -------------- | ----------------------- |
|        | انفانتا ماريا أنطونيا فرناندا من إسبانيا | فيليب الخامس ملك إسبانيا (بوربون)               | 17 نوفمبر 1729 | 31 مايو 1750  | 20 فبراير 1773 صعود الزوج | 19 سبتمبر 1785 | فيتوريو أميديو الثالث   |
|        | الأرشيدوقة أديلايد من النمسا             | الأرشيدوق راينر يوزف من النمسا (هابسبورغ-لورين) | 3 يونيو 1822   | 12 أبريل 1842 | 23 مارس 1849 صعود الزوج   | 20 يناير 1855  | الأمير فيتوريو إمانويلي |

## ملكات سردينيا، 1720–1861
| الصورة | الأسم                            | الوالد                                                | الميلاد         | الزواج                 | أصبحت دوقة                           | توقفت عن استخدام         | الوفاة         | الزوج                   |
| ------ | -------------------------------- | ----------------------------------------------------- | --------------- | ---------------------- | ------------------------------------ | ------------------------ | -------------- | ----------------------- |
|        | آن ماري من أورليان               | فيليبي الأول دوق أورليان (أورليان)                    | 27 أغسطس 1669   | 10 أبريل 1684          | 24 أغسطس 1720 سافوي حصلت على سردينيا | 26 أغسطس 1728            | 26 أغسطس 1728  | فيتوريو أميديو الثاني   |
|        | بوليكسينا من هسن-روتنبرغ         | إرنست ليوبولد، لاندغراف هسن-روتنبرغ (هسن-روتنبرغ)     | 21 سبتمبر 1706  | 20 أغسطس 1724          | 3 سبتمبر 1730 صعود الزوج             | 13 يناير 1735            | 13 يناير 1735  | كارلو إمانويلي الثالث   |
|        | إليزابيث تيريزا من لورين         | ليوبولد، دوق لورين (لورين)                            | 15 أكتوبر 1711  | 1 أبريل 1737           | 1 أبريل 1737                         | 3 يوليو 1741             | 3 يوليو 1741   | كارلو إمانويلي الثالث   |
|        | ماريا أنطونيا فرناندا من إسبانيا | فيليب الخامس ملك إسبانيا (بوربون-إسبانيا)             | 17 نوفمبر 1729  | 31 مايو 1750           | 20 فبراير 1773 صعود الزوج            | 19 سبتمبر 1785           | 19 سبتمبر 1785 | فيتوريو أميديو الثالث   |
|        | كلوتيلد من فرنسا                 | لويس، دوفين فرنسا (بوربون-فرنسا)                      | 23 سبتمبرr 1759 | 6 سبتمبر/20 أغسطس 1775 | 14 أكتوبر 1796 صعود الزوج            | 7 مارس 1802              | 7 مارس 1802    | كارلو إمانويلي الرابع   |
|        | ماريا تيريزا من النمسا-إستي      | الأرشيدوق فرديناند من النمسا-إستي (النمسا-إستي)       | 1 نوفمبر 1773   | 25 أبريل 1789          | 4 يونيو 1802 صعود الزوج              | 12 مارس 1821 تنازل الزوج | 29 مارس 1832   | فيتوريو إمانويلي الأول  |
|        | ماريا كريستينا من نابولي وصقلية  | فرديناندو الأول ملك نابولي وصقلية (بوربون-الصقليتين)  | 17 يناير 1779   | 7 مارس 1807            | 12 مارس 1821 صعود الزوج              | 27 أبريل 1831 وفاة الزوج | 11 مارس 1849   | كارلو فيليتشي           |
|        | ماريا تيريزا من النمسا           | فرديناندو الثالث، دوق توسكانا الأكبر (هابسبورغ-لورين) | 21 مارس 1801    | 30 سبتمبر 1817         | 27 أبريل 1831 صعود الزوج             | 23 مارس 1849 وفاة الزوج  | 12 يناير 1855  | كارلو ألبيرتو           |
|        | أديلايد من النمسا                | الأرشيدوق راينر يوزف من النمسا (هابسبورغ-لورين)       | 3 يونيو 1822    | 12 أبريل 1842          | 23 مارس 1849 صعود الزوج              | 20 يناير 1855            | 20 يناير 1855  | فيتوريو إمانويلي الثاني |

بين عامي 1859 و 1861 أدرجت مملكة سردينيا أغلب دول إيطاليا. وفي 17 مارس 1861 أُعلن فيتوريو إمانويلي الثاني ملك إيطاليا من قبل البرلمان في تورينو .